# Drahtglühe
Die Drahtglühe ist eine Apparatur, in der kaltverformte Drähte durch hohe Temperaturen wieder weich geglüht werden.

## Funktionsprinzip
Durch den Ziehvorgang im Kaltformverfahren wird der Draht sehr stark versprödet und verhärtet, dadurch nehmen die Zugfestigkeit zu sowie die Bruchdehnung und die elektrische Leitfähigkeit ab. Durch einen Glühvorgang nach dem Drahtziehen werden die notwendigen Eigenschaften wiederhergestellt. Beim Glühen wird der Draht auf 300–600 Grad Celsius erhitzt und dabei oft in einer Schutzatmosphäre geführt, um ein Oxidieren zu verhindern.

## Glühentypen
Die bekanntesten Glühen für Drähte sind die Kontaktglühe und die Induktionsglühe.

### Kontaktglühe
Bei der Kontaktglühe wird der Draht über zwei Kontaktrollen geführt, an denen eine Spannung anliegt. Dadurch fließt ein elektrischer Strom im Draht, der diesen erhitzt.

### Induktionsglühe
Die Induktionsglühe arbeitet nach dem transformatorischen Prinzip. Der Draht läuft in einer Schleife über zwei Kontaktrollen, die elektrisch miteinander verbunden sind, und wird dadurch zu einem Ring kurzgeschlossen. In dieser Schleife sind um den Draht elektrische Spulen angeordnet, die über eine hochfrequente Spannung in der Drahtschleife einen Strom induzieren. Dieser wiederum erhitzt den Draht.